# Kathleen Weiß
Kathleen Weiß (* 2. Februar 1984 in Schwerin) ist eine deutsche Volleyballspielerin.

## Karriere
Kathleen Weiß spielte seit dem Beginn ihrer Karriere 1993 bis 2008 für den Schweriner SC. Von 2000 bis 2003 spielte sie zusätzlich in der 2. Bundesliga beim 1. VC Parchim. In dieser Zeit wurde sie auch zweimal Deutscher A-Jugendmeister. Mit dem Verein ihrer Heimatstadt wurde sie viermal deutscher Meister (2000 bis 2002 und 2006). 2001, 2006 und 2007 gewann sie zusätzlich den DVV-Pokal.
Im September 2008 wechselte sie in die Niederlande. Hier konnte sie gleich in ihrem ersten Jahr als Vollprofi mit ihrem Verein Dela Martinus Amstelveen unter Trainer Avital Selinger drei nationale Titel erringen: Landesmeister, Pokalsieger und Gewinner des Supercups.
Ab 2003 gehört die Zuspielerin, die bereits in der Jugendauswahl zahlreiche Erfahrungen sammelte, zur A-Nationalmannschaft. Nach dem Double-Gewinn mit dem Verein nahm sie an der Weltmeisterschaft 2006 in Japan teil, wo die deutsche Mannschaft jedoch nur den elften Platz belegte. Im Jahr 2007 nahm sie mit der Nationalmannschaft an der Europameisterschaft in Luxemburg/Belgien teil. Hier belegte die deutsche Mannschaft den sechsten Platz.
Von 2004 bis zum Sommer 2008 gehörte sie der Sportförderkompanie der Bundeswehr in Rostock an. Bei der Militär-Weltmeisterschaft 2008 in Warendorf wurde sie mit ihrer Mannschaft Vize-Weltmeister. Im September 2008 wurde sie bei der europäischen Grand-Prix-Qualifikation zur besten Zuspielerin gewählt.
Im Sommer 2009 belegte sie mit der Nationalmannschaft beim Grand-Prix Finale in Tokio den dritten Platz und im September den vierten Platz bei der Europameisterschaft in Polen. Anschließend wechselte sie in die italienische 1. Liga zu Despar Sirio Perugia. Bei der Wahl zur Volleyballerin des Jahres 2009 in Deutschland belegte sie den dritten Platz, nach der Saison wurde sie in das Allstar-Team der italienischen Liga gewählt.
Bei der europäischen Grand-Prix Qualifikation 2010 in Cagliari (ITA) belegte Kathleen Weiß mit der Nationalmannschaft den ersten Platz und wurde in der Kategorie Aufschlag zur besten Spielerin gewählt. Bei der Weltmeisterschaft in Japan belegte sie einen siebten Platz. Anschließend wechselte sie zum aserbaidschanischen Verein Igtisadchi Baku. In der Saison 2011/12 spielte sie beim italienischen Erstligisten Spes Conegliano. Mit der Nationalmannschaft wurde sie im Oktober 2011 Vizeeuropameister. Im Januar 2012 wechselte Kathleen Weiß zum italienischen Ligakonkurrenten Chieri Volley Club und im Juli 2012 zu Foppapedretti Bergamo. 2013 belegte sie mit der Nationalmannschaft Platz eins in der Europaliga und wurde erneut Vizeeuropameister. 2014 wechselte Weiß zu VK Prostějov, mit dem sie 2015 und 2016 das Double aus tschechischer Meisterschaft und Pokal gewann. In der Saison 2016/17 spielte Weiß in der polnischen Liga bei MKS Dąbrowa Górnicza. Anschließend kehrte sie nach Prostějov zurück und gewann erneut das nationale Double. 2018 wurde die Zuspielerin in Bulgarien von VK Mariza Plowdiw verpflichtet. Zur Saison 2019/20 erhielt Weiß einen Vertrag beim Deutschen Meister Allianz MTV Stuttgart. Aufgrund eines beruflich attraktiven Angebots mit einer Ausbildung bei der Polizei in Mecklenburg-Vorpommern kurz vor Saisonbeginn entschloss sie sich jedoch kurzfristig, ihre sportliche Profikarriere hierfür zu beenden und bat beim MTV um eine Vertragsauflösung.
Parallel zu ihrer Profikarriere hatte Kathleen Weiß 2018 ihren ersten Auftritt in der jüngsten nationalen Seniorenspielklasse und gewann mit dem SV „Fortschritt“ Neustadt-Glewe die Deutsche Meisterschaft. 2019/20 spielte sie für den VSV Havel Oranienburg in der Dritten Liga. Ab 2022 tritt sie für die Wildcats Stralsund in der 2. Bundesliga Nord an und gewann hier in ihrer ersten Saison die Meisterschaft.